# Jennie Jerome Churchill
Lady Randolph Churchill, född Jeanette "Jennie" Jerome, den 9 januari 1854 i Brooklyn i New York i USA, död 9 juni 1921 i London i England, var amerikansk societetsskönhet och mor till Winston Churchill.

## Biografi
Jennie Jerome Churchills far Leonard Jerome var en förmögen amerikansk finansman, ägare av och redaktör för en av Amerikas största tidningar, New York Times.
Jennie Jerome träffade Lord Randolph Churchill sommaren 1873 vid en bal ombord på kryssaren "Ariadne", som låg för ankar utanför Cowes på Isle of Wight. Han var då 24 år gammal och hon endast 19. Tre dagar senare förlovade de sig i hemlighet och 1874 ingick de äktenskap på Storbritanniens ambassad i Paris. I äktenskapet föddes två söner, Winston Churchill (1874–1965) och John Strange Spencer-Churchill (1880–1947).
Jennie Jerome Churchill var en mörkhårig, vacker och intelligent kvinna, som föga befattade sig med sina söner. Istället var hon indragen i Londons lysande societetsliv och hade många beundrare, bland dem Edvard VII av Storbritannien.
Efter makens död 1895 gifte hon om sig två gånger, 1900–1914 med George Cornwallis-West (1874–1951) och från 1917 med Montague Porch (1877–1965). 
Jennie Jerome Churchill avled 1921 efter en amputation av sitt ena ben, som var angripet av kallbrand.

## Populärkultur
1974 gjordes en TV-serie om hennes liv, Jennie, med Lee Remick i titelrollen.